# Jumail (distrito)
Jumail, Jamil, Gemil e Jamail (em árabe: الجميل‎; romaniz.: Jumayl) foi um distrito da Líbia. Foi criado 1983, durante a reforma daquele ano, mas teve uma efêmera existência, pois na reforma de 1987 foi abolido e seu território foi absorvido pelos distritos vizinhos.